# Weinbau in Brandenburg
Im Weinbau in Brandenburg werden alle bekannten Weinberge und Weingärten im Land Brandenburg aufgeführt.

## Entstehung der Rebkultur in der Mark Brandenburg
Die Einführung einer Weinkultur in der Mark Brandenburg war Bestandteil der deutschen Ostexpansion, die um 1125 durch König Lothar III. vorangetrieben wurde. Im Ergebnis dieser Politik errichtete Albrecht der Bär ab 1150 seine Herrschaft in Brandenburg und im Havelgau. Historische Untersuchungen belegen, dass Reben und Rebkultur aus dem Westen nach Brandenburg eingeführt wurden. Diese Einführung ist Bestandteil einer West-Ost-Ausbreitung der Rebkultur im Mittelalter im Zusammenhang mit der Ausdehnung der fränkischen und deutschen Herrschaft und der Verbreitung des Christentums in Europa. Während der gesamten Zeit des Mittelalters war die römisch-katholische Kirche und ihre Klöster der Förderer der Weinkultur auch in der Mark Brandenburg. Die Kirche förderte den Weinanbau, weil der Wein für die Heilige Messe bei der Christianisierung gebraucht wurde. Neben den fränkischen und den niederrheinisch-flämischen Siedlern haben die Zisterzienser einen entscheidenden Anteil an der Verbreitung der Rebkultur in der Mark gehabt. Dies darf als Ursprung für den Weinbau in Brandenburg angesehen werden.

## Liste von Orten mit Weinbau
Aufgenommen sind nur die in den Quellen (Literatur und Weblinks) dokumentierten Weinberge. Die Nummerierung (Spalte 1) und Sortierung (Spalte 2) erfolgt nach der Lage, begonnen mit der Nördlichsten im Land Brandenburg. Die Spalte drei nennt den Namen des Ortes und die vierte Spalte das Jahr der Wieder- bzw. Neuanlage des Weinberges. Die Spalte fünf gibt Auskunft über die Größe der Anlage bzw. über die Anzahl der Rebstöcke. In der Spalte sechs werden die angepflanzten Rebsorten genannt und in der siebten Spalte die Koordinaten verlinkt.
| Nummer | Nördliche Breite | Ort und Bezeichnung | Fotografie                           | Pflanzjahr         | Größe (ha) bzw. Anzahl der Rebstöcke | Rebsorten/Bemerkungen | Koordinaten |
| ------ | ---------------- | --- | ------------------------------------ | ------------------ | ------------------------------------ | --- | ----------- |
| 1      | 53° 18′          | Prenzlau, Landwein |                                      | 2011               | 99                                   | Regent, Solaris | Karten      |
| 2      | 53° 08′          | Glashütte Annenwalde, Weinberg am Densowsee Annenwalde                                                                                 |                                      | 2003               | 520                                  | Regent | Karten      |
| 3      | 52° 32′          | Weingut Patke Pillgram, Landwein | Weingut Patke Jacobsdorf OT Pillgram | 2014               | 4,70 ha                              | Kerner, Savignon Blanc, Bachus, Weißburgunder, Solaris, Riesling, Chardonnay, Grauburgunder, Regent, Johanniter                      | Karten      |
| 4      | 52° 26′          | Weingut Swillus Klosterhof Töplitz Neu-Töplitz, Landwein                                                                               | weitere Bilder                       | 2007               | 3,00 ha                              | Bacchus, Weißburgunder, Grauburgunder, Cabernet Blanc, Riesling, Regent, St. Laurent, Pinotin                                        | Karten      |
| 5      | 52° 25′          | Familie Poel, Phöbener Kagelwit Phöben, Kagelwit QbA                                                                                   | weitere Bilder                       | 1996               | 1,00 ha                              | Dornfelder, Regent, Weißburgunder, Merzling, seit 2011 dazu Sauvignon Gris, Trollinger, Riesel                                       | Karten      |
| 6      | 52° 24′          | Königlicher Weinberg am Klausberg |                                      | Erstanlage 1769    | ca. 3000                             | Regent, Phönix, Trollinger, auch als Black Hamburg bezeichnet                                                                        | Karten      |
| 7      | 52° 24′          | Winzerberg Potsdam |                                      | Erstanlage 1763/64 | 0,3 ha                               | 20 verschiedene Rebsorten | Karten      |
| 8      | 52° 22′          | Weinbau Dr. Manfred Lindicke Werder/Havel Werderaner Galgenberg (im 16. Jh. erstmals mit Reben bepflanzt, ältester Weinberg in Werder) | weitere Bilder                       | 2011               | 2,00 ha                              | Pinotin, Muscaris, Cabernet Blanc | Karten      |
| 9      | 52° 22′          | Weinbau Dr. Manfred Lindicke Werder/Havel Werderaner Wachtelberg QbA                                                                   | weitere Bilder                       | 1985, 2019         | 6,5 ha                               | Dornfelder, Regent, Müller-Thurgau, Kernling, Saphira, Sauvignon Blanc, Solaris;                                                     | Karten      |
| 10     | 52° 22′          | Weinbau Tomas Lembke Werder/Havel Werderaner Wachtelberg                                                                               |                                      | 2019, 2025         | 0,8 ha                               | Solaris, Pinotin, Cabernet Cortis,                                                                                                   | Karten      |
| 11     | 52° 21′          | Weingut Swillus Glindow, Strebenberg, (auch Streben-Berg), Landwein, Bio-zertifiziertes Weingut                                        | weitere Bilder                       | 2017, 2018         | 1,0 ha / 3000                        | Sauvignon Blanc, Solaris, Cabaret Noir, Cabernet Blanc, Cabernet Jura, Riesling, Pinot gris;                                         | Karten      |
| 12     | 52° 20′          | Petzow Weinbau und Obstbau Petzow |                                      | 2016               | 0,1 ha / 325                         | Regent, | Karten      |
| 13     | 52° 16′          | Mittenwalde |                                      | 2005               | 140                                  | Regent, Phönix | Karten      |
| 14     | 52° 14′          | Bestenseer Weinbauverein e. V. Bestensee Mühlenberg                                                                                    | weitere Bilder                       | 2010               | 0,75 ha 3500                         | Cabernet Cortis, Pinotin, Cabernet blanc, Johanniter, Solaris                                                                        | Karten      |
| 15     | 52° 06′          | Zesch am See | weitere Bilder                       | 2013               | 0,3 ha 1500                          | Regent, Acolon, Weißburgunder | Karten      |
| 16     | 52° 05′          | Neuzelle, Weinberg am Kloster, Neuzeller Kloster – Winzer e.V.                                                                         | weitere Bilder                       | 2002               | 490                                  | Phoenix, Solaris, Merzling, Aron, Domina, Regent und alte kultivierte Sorten der Region                                              | Karten      |
| 17     | 52° 05′          | Baruth/Mark, Mühlenberg | weitere Bilder                       | 2006               | 1,04 ha 4700                         | Johanniter, Solaris, Helios, Cabernet Cortis, Muscaris,                                                                              | Karten      |
| 18     | 51° 69′          | Schorbus, Klein Oßnig Weinbau Gutshaus Schorbus                                                                                        | weitere Bilder                       | 2011               | 0,4 ha / 2000                        | Solaris, Regent, Johanniter | Karten      |
| 19     | 51° 58′          | Grano, Langer Rücken |                                      | 2004/05            | 1,03 ha                              | Weißburgunder, Grauburgunder, Riesling, Phoenix, Johanniter, Goldriesling, Gewürztraminer, Spätburgunder, Regent, Acolon, Dornfelder | Karten      |
| 20     | 51° 51′          | Luckau, |                                      | 2005/06            | 0,7 ha / 3500                        | Regent, Acolon, Solaris, Tafeltrauben: Palatina, Muskat Bleu, Lilla, Fanny, Birstaler Muskat                                         | Karten      |
| 21     | 51° 43′          | Weinbauverein Schlieben Schlieben, gehört weinrechtlich zum Bereich Elstertal im Weinbaugebiet Sachsen Langer Berg QbA                 | Blick auf den Langen Berg            | 1992               | 0,86 ha                              | Müller-Thurgau, Bacchus, Regent | Karten      |
| 22     | 51° 36′          | Familie Marbach, Jerischke, Landhaus Marbach                                                                                           | Blick auf den Weinberg in Jerischke  | 2008               | 4,00 ha                              | Regent, Riesling, Roter Riesling, Johanniter, Cabernet Cortis                                                                        | Karten      |
| 23     | 51° 36′          | Spremberg, Wolkenberg |                                      | 2010               | 6,00 ha / 26000                      | Weißer Burgunder, Grauburgunder, Roter Riesling, Kernling, Schönburger, Cabernet Dorsa, Rondo                                        | Karten      |
| 24     | 51° 34′          | Weinbau Dr. Wobar Großräschen steilster Weinberg in Brandenburg mit 30 – 33 Prozent Hangneigung                                        | Weinberg am Großräschener See        | 2012               | 1,00 ha                              | Pinotin, Solaris, Cabernet blanc, Johanniter                                                                                         | Karten      |
| 25     | 51° 31′          | Weingut Leonhardt Bad Liebenwerda |                                      | 2011               | 0,75 ha / 2300                       | Bronner, Silvaner, Kerner, Cabernet Cortis                                                                                           | Karten      |
| 26     | 51° 31′          | Bad Liebenwerda / OT Lausitz |                                      | 2009               | 0,25 ha 1000 Stöcke                  | Solaris, Johanniter, Regent, Roter Elbling, Cabernet Cortis                                                                          | Karten      |
| 27     | 51° 22′          | Burkersdorf |                                      | 2003               | 0,16 ha / 800                        | Regent, Goldriesling, Traminer | Karten      |

## Weinbau in anderen Bundesländern
Neben den etablierten deutschen Anbaugebieten gibt es auch in anderen Bundesländern entsprechende Lagen, beispielsweise
- Kreuz-Neroberger und Wilmersdorfer Rheingauperle in Berlin[28][29][30]
- Weinbau in Niedersachsen
- Weinbau in Schleswig-Holstein

Eine ausführliche Zusammenstellung findet sich hier.